# Battlefield Hardline
Battlefield Hardline är en förstapersonsskjutare utvecklat av Visceral Games tillsammans med EA Digital Illusions CE och släpptes av Electronic Arts den 17 mars 2015 i Nordamerika, 19 mars 2015 i Europa (med undantag av Storbritannien där spelet släpptes 20 mars 2015) till Microsoft Windows, Playstation 3, Playstation 4, Xbox 360 och Xbox One.

## Röstskådespelare
- Nicholas Gonzalez - Nick Mendoza
- Eugene Byrd - Marcus Boone
- Travis Willingham - Carl Stoddard
- Kelly Hu - Khai Minh Dao
- Benito Martinez - Julian Dawes
- Mark Rolston - Neil Roark
- Fred Tatasciore - Tony Alpert
- Adam J. Harrington - Tyson Latchford
- Trisha Miller - Deborah Kraft
- Sal Velez Jr. - Sal Mendoza
- Alexandra Daddario - Dune Alpert
- David DeSantos - Tap
- Patrick Mölleken - Brix
- Kiko Ellsworth - Blix
- Graham Shiels - Leo